# Renzo Schuller
Renzo Fernando Schuller Demichelli (Lima, 9 de octubre de 1976) es un actor, comediante y presentador de televisión peruano, conocido por presentar reality shows como Combate de ATV y Esto es guerra de América Televisión.

## Biografía
Hijo del boliviano Roger Schuller y de la peruana María Demichelli Vidal, estudió en el Colegio María Reina Marianistas. Desde niño empezó a aparecer en comerciales televisivos.[cita requerida]
Empezó sus estudios de ingeniería electrónica en la Universidad Ricardo Palma; pero los dejó para estudiar actuación, empezando como clown y luego participando en telenovelas y películas. Se formó como actor en los talleres de Alberto Ísola y Alfonso Santiesteban.
En 1996, debutó en la telenovela Torbellino, para luego actuar en Secretos, Amor serrano, entre otras producciones de los años noventa.
En 2001, debutó en el cine con la película Bala perdida de Aldo Salvini. El año siguiente actuó en las películas Los Charlies y Django: la otra cara. Entre los años 2003 y 2004 participó en campeonatos de improclaun.[cita requerida] Además que presentó su programa radial Arde Troya, emitido en Planeta.
En 2006, inició su participación en Polizontes de Plus TV, programa en el cual realizaba entrevistas en eventos sociales de Lima. A la par, actuó en las producciones Esta sociedad y Amores como el nuestro. En teatro estuvo en la obra infantil Escuela de payasos.
En 2009, junto a Jimena Lindo y Denise Arregui, empezó a conducir el programa Mesa de Noche. El mismo año Schuller actuó en el filme Cuatro, y en teatro estuvo en Esta obra es un desastre como Garry Lejeune.
Como actor durante 2011, participó en la telenovela Lalola y presentó la obra de stand-up ¿Por qué no somos pareja? junto a Gian Piero Díaz.
En 2011, incursionó como presentador en señal abierta con el programa Dame que te doy, que a los pocos meses fue cancelado para luego ser reemplazado por el reality show Combate en ATV que Schuller condujo junto a Gian Piero Díaz.
En 2012 Schuller actuó en la obra de teatro Toc Toc bajo la dirección de Juan Carlos Fisher. La obra fue repuesta durante el primer semestre del año siguiente.
Schuller contrajo matrimonio civil el 11 de mayo de 2013 con Tatiana Morales Moebius.
A fines de 2013, coprotagonizó A la gente le gusta el té. También conduce el programa A todo o nada en 2014.
En 2016, regresa a la conducción, después de haber salido de Combate, con un programa de formato parecido llamado Reto de campeones, nuevamente junto a Gian Piero Díaz y emitido por Latina Televisión. Debido a la baja audiencia del reality show, en septiembre del mismo año regresa a la conducción de Combate hasta su cancelación en 2018.
En abril de 2018, se reincorpora en la radio junto a Gian Piero Diaz, en un programa llamado Pipi y Shushu en Radio Karibeña. Ese mismo año protagoniza la película Utopía.
En septiembre de 2019 pasa a América Televisión para conducir El show después del show, se mantuvo ahí hasta 2020 cuando fue reemplazado por el magazine América Hoy. Actualmente conduce el programa Esto es Guerra junto con Johanna San Miguel reemplazando a su antiguo amigo Gian Piero Díaz.

## Filmografía

### Programas
- Casi en serio (2002)
- Polizontes (2006-2010)
- Mesa de noche (2009-2011)
- Dame que te doy (2011)
- Combate (2011-2018)
- Hola a todos (2013)
- A todo o nada (2014)
- Reto de campeones (2016)
- América hoy (2019-2020)[19][20]
- Perú tiene talento (2022)[21][22]
- Esto es guerra (desde 2022)[23]

### Series y telenovelas
- Torbellino (1996) como Carlín.
- Boulevard Torbellino (1997) como Carlín.
- Secretos (1998)
- Amor serrano (1998) como Jefrey.
- Gente como uno (1999)
- Éxtasis (2001) como Wally.
- El faro (2003)
- Estos chikos de ahora (2003) como Nando.
- Patacomix (2003) como Richi
- Tormenta de pasiones (2004) como Tobías.
- Ferrando, de pura sangre (2005)
- Amores como el nuestro (2006) como Jefferson.
- Esta sociedad (2006) como Johnny.
- Los exitosos Gomes (2010) como Gonzalo Paz.
- Lalola (2011) como Martín.
- El santo convento (2008) como Papi Schuller.

### Películas
- Bala perdida (2001) como Rulo.
- Django: la otra cara (2002) como Alférez Javier Álvarez.
- Los Charlies (2002) como Giovanni
- El rincón de los inocentes (2004) como Manuel.
- Peloteros (2006) como Norman.
- Vidas paralelas (2008)
- Cu4tro (2009)
- Sueños de América (2010; corto)
- 186 Dollars to Freedom (The City of Gardens) (2012) como Chino.
- A los 40 (2014)
- Así nomás (2016)
- Sobredosis de amor (2018)
- Utopía (2018) como Julián Contreras
- Prohibido salir (2021)
- Mundo gordo (2022)
- La verdad de Xanaxtasia (2022)
- Un matrimonio inesperado (2023) como Enrique.

## Teatro
- Claunstrofobias (1996)
- Como crear una historia y casi fracasar en el intento (1997) como Arturo.
- Generación Y (1998) como Sergio.
- Paralelos secantes (1999-2000)
- Stand Up Comedy (2000)
- Los Charcos de la Ciudad (2001) como Lolo.
- Namber Guan (2002), comedia de stand-up.
- El round del claun (2002-2003)
- Namber Tu Evolution (2004), stand-up comedy.
- Un Director (2004)
- Tus amigos nunca te harían daño (2005) como Alejandro.
- Escuela de payasos (2006-2007) como Pompeyo.
- La muerte de un viajante (2006-2007) como Bernard.
- Noche de tontos (2008)
- La nona (2008)
- Esta obra es un desastre (2009) como Garry Lejeune.
- Respira (2009)
- ¿Por qué no somos pareja? (2011), comedia de stand-up.
- Toc Toc (2012-2013) como Camilo.
- A la gente le gusta el té (2013)
- Full Monty (2015-2016)
- Bajo Terapia (2016) como Esteban
- Perfectos Desconocidos (2019)

## Radio
- Arde Troya (2004). Radio Planeta.
- Los Rascaplaya (2007-2016). Asia La Radio.[24]
- Pipi y Shushu (2018-2020). Radio Karibeña.

## Premios y nominaciones
| Año  | Premio                       | Categoría                                 | Trabajo    | Resultado |
| ---- | ---------------------------- | ----------------------------------------- | ---------- | --------- |
| 2013 | Premios Luces de El Comercio | Mejor conductor (junto a Gian Piero Díaz) | Combate    | Ganador   |
| 2014 | Premios Luces de El Comercio | Mejor conductor (junto a Gian Piero Díaz) | Combate    | Ganador   |
| 2015 | Premios Luces de El Comercio | Mejor actor teatral                       | Full Monty | Ganador   |